# Liste der Bodendenkmäler in Tapfheim
Auf dieser Seite sind die Bodendenkmäler in der schwäbischen Gemeinde Tapfheim zusammengestellt. Diese Tabelle ist eine Teilliste der Liste der Bodendenkmäler in Bayern. Grundlage ist die Bayerische Denkmalliste, die auf Basis des Bayerischen Denkmalschutzgesetzes vom 1. Oktober 1973 erstmals erstellt wurde und seither durch das Bayerische Landesamt für Denkmalpflege geführt wird. Die folgenden Angaben ersetzen nicht die rechtsverbindliche Auskunft der Denkmalschutzbehörde.

## Bodendenkmäler der Gemeinde Tapfheim

### Gemarkung Brachstadt
| Lage                  | Objekt | Akten-Nr.     | Bild |
| --------------------- | --- | ------------- | ---- |
| Brachstadt (Standort) | Grabhügel vorgeschichtlicher Zeitstellung. | D-7-7229-0312 |      |
| Brachstadt (Standort) | Grabhügel vorgeschichtlicher Zeitstellung. | D-7-7230-0011 |      |
| Brachstadt (Standort) | Grabhügel vorgeschichtlicher Zeitstellung. | D-7-7230-0144 |      |
| Brachstadt (Standort) | Grabhügel vorgeschichtlicher Zeitstellung. | D-7-7329-0129 |      |
| Brachstadt (Standort) | Grabhügel vorgeschichtlicher Zeitstellung. | D-7-7329-0130 |      |
| Brachstadt (Standort) | Grabhügel vorgeschichtlicher Zeitstellung. | D-7-7329-0131 |      |
| Brachstadt (Standort) | Siedlung vor- und frühgeschichtlicher Zeitstellung. | D-7-7330-0086 |      |
| Brachstadt (Standort) | Siedlung der Hallstattzeit. | D-7-7330-0087 |      |
| Brachstadt (Standort) | Siedlung des Neolithikums. | D-7-7330-0088 |      |
| Brachstadt (Standort) | Mittelalterliche und frühneuzeitliche Befunde im Bereich des abgebrochenen Vorgängerbaus der Evangelisch-Lutherischen Pfarrkirche St. Maria Magdalena in Brachstadt. | D-7-7330-0261 |      |

### Gemarkung Erlingshofen
| Lage                    | Objekt | Akten-Nr.     | Bild |
| ----------------------- | --- | ------------- | ---- |
| Erlingshofen (Standort) | Villa rustica der römischen Kaiserzeit. | D-7-7330-0096 |      |
| Erlingshofen (Standort) | Villa rustica der römischen Kaiserzeit. | D-7-7330-0098 |      |
| Erlingshofen (Standort) | Siedlung vor- und frühgeschichtlicher Zeitstellung.                                                                                                 | D-7-7330-0101 |      |
| Erlingshofen (Standort) | Siedlung vor- und frühgeschichtlicher Zeitstellung.                                                                                                 | D-7-7330-0102 |      |
| Erlingshofen (Standort) | Grabhügel vorgeschichtlicher Zeitstellung. | D-7-7330-0103 |      |
| Erlingshofen (Standort) | Siedlungs des Neolithikums, der Bronzezeit und der römischen Kaiserzeit.                                                                            | D-7-7330-0106 |      |
| Erlingshofen (Standort) | Siedlung der Linearbandkeramik, der Urnenfelderzeit und der Hallstattzeit; Körpergräber des frühen Mittelalters.                                    | D-7-7330-0108 |      |
| Erlingshofen (Standort) | Siedlung des Neolithikums, der Urnenfelderzeit und der Hallstattzeit.                                                                               | D-7-7330-0109 |      |
| Erlingshofen (Standort) | Siedlung der Hallstattzeit und mittelalterliche Wüstung.                                                                                            | D-7-7330-0110 |      |
| Erlingshofen (Standort) | Siedlung der Altheimer Kultur und der Hallstattzeit.                                                                                                | D-7-7330-0111 |      |
| Erlingshofen (Standort) | Siedlung des Neolithikums und der römischen Kaiserzeit; Brandgräber der Urnenfelderzeit.                                                            | D-7-7330-0112 |      |
| Erlingshofen (Standort) | Siedlung der Hallstattzeit. | D-7-7330-0113 |      |
| Erlingshofen (Standort) | Siedlung vor- und frühgeschichtlicher Zeitstellung.                                                                                                 | D-7-7330-0114 |      |
| Erlingshofen (Standort) | Straße der römischen Kaiserzeit. | D-7-7330-0116 |      |
| Erlingshofen (Standort) | Mittelalterliche und frühneuzeitliche Befunde im Bereich der Katholischen Pfarrkirche St. Vitus in Erlingshofen.                                    | D-7-7330-0263 |      |
| Erlingshofen (Standort) | Mittelalterliche und frühneuzeitliche Befunde im Bereich der Katholischen Pfarrkirche Mariae Himmelfahrt in Donaumünster und ihrer Vorgängerbauten. | D-7-7330-0265 |      |
| Erlingshofen (Standort) | Siedlung der Vorgeschichte. | D-7-7330-0282 |      |

### Gemarkung Oppertshofen
| Lage                    | Objekt | Akten-Nr.     | Bild |
| ----------------------- | --- | ------------- | ---- |
| Oppertshofen (Standort) | Grabhügel vorgeschichtlicher Zeitstellung.                                                                                     | D-7-7230-0010 |      |
| Oppertshofen (Standort) | Grabhügel vorgeschichtlicher Zeitstellung und Siedlung der Urnenfelderzeit.                                                    | D-7-7230-0012 |      |
| Oppertshofen (Standort) | Siedlung vorgeschichtlicher Zeitstellung.                                                                                      | D-7-7230-0356 |      |
| Oppertshofen (Standort) | Mittelalterliche und frühneuzeitliche Befunde im Bereich der Evangelisch-Lutherischen Pfarrkirche St. Blasius in Oppertshofen. | D-7-7230-0358 |      |

### Gemarkung Tapfheim
| Lage                | Objekt | Akten-Nr.     | Bild |
| ------------------- | --- | ------------- | ---- |
| Tapfheim (Standort) | Siedlung der Linearbandkeramik. | D-7-7329-0132 |      |
| Tapfheim (Standort) | Siedlung der Linearbandkeramik. | D-7-7329-0133 |      |
| Tapfheim (Standort) | Siedlung der Urnenfelderzeit und der römischen Kaiserzeit.                                                                             | D-7-7329-0134 |      |
| Tapfheim (Standort) | Grabhügel vorgeschichtlicher Zeitstellung.                                                                                             | D-7-7329-0135 |      |
| Tapfheim (Standort) | Siedlung neolithischer und vorgeschichtlicher Zeitstellung.                                                                            | D-7-7330-0005 |      |
| Tapfheim (Standort) | Siedlung der Bronzezeit, der Urnenfelderzeit und der Hallstattzeit.                                                                    | D-7-7330-0007 |      |
| Tapfheim (Standort) | Körpergräber des Neolithikums. | D-7-7330-0009 |      |
| Tapfheim (Standort) | Siedlung des Mittel- und Jungneolithikums sowie der Bronzezeit, Gräber der Völkerwanderungszeit.                                       | D-7-7330-0067 |      |
| Tapfheim (Standort) | Siedlung des Jungneolithikums, der Urnenfelderzeit, der Hallstattzeit, der Latènezeit und der römischen Kaiserzeit.                    | D-7-7330-0068 |      |
| Tapfheim (Standort) | Siedlung der Hallstattzeit. | D-7-7330-0070 |      |
| Tapfheim (Standort) | Siedlung der Altheimer Kultur. | D-7-7330-0071 |      |
| Tapfheim (Standort) | Grabhügel vorgeschichtlicher Zeitstellung.                                                                                             | D-7-7330-0072 |      |
| Tapfheim (Standort) | Siedlung der Linearbandkeramik; Grabhügel vorgeschichtlicher Zeitstellung.                                                             | D-7-7330-0073 |      |
| Tapfheim (Standort) | Gräber der Bronzezeit und Siedlung vor- und frühgeschichtlicher Zeitstellung.                                                          | D-7-7330-0074 |      |
| Tapfheim (Standort) | Siedlung des Neolithikums, der Bronzezeit und der Frühlatènezeit, Brandgräber des frühen Mittelalters.                                 | D-7-7330-0077 |      |
| Tapfheim (Standort) | Siedlung der Bronzezeit und der Hallstattzeit.                                                                                         | D-7-7330-0078 |      |
| Tapfheim (Standort) | Mittelalterliche und frühneuzeitliche Befunde im Bereich von Schloss Tapfheim; Burgstall des Mittelalters.                             | D-7-7330-0080 |      |
| Tapfheim (Standort) | Siedlung vorgeschichtlicher Zeitstellung.                                                                                              | D-7-7330-0081 |      |
| Tapfheim (Standort) | Siedlung vorgeschichtlicher Zeitstellung.                                                                                              | D-7-7330-0241 |      |
| Tapfheim (Standort) | Siedlung vorgeschichtlicher Zeitstellung.                                                                                              | D-7-7330-0271 |      |
| Tapfheim (Standort) | Straße der römischen Kaiserzeit. | D-7-7330-0272 |      |
| Tapfheim (Standort) | Mittelalterliche und frühneuzeitliche Befunde im Bereich der Katholischen Pfarrkirche St. Peter in Tapfheim und ihrer Vorgängerbauten. | D-7-7330-0273 |      |